# Zwei Fremde im Zug
Zwei Fremde im Zug (engl. Strangers on a Train) ist ein psychologischer Thriller der US-amerikanischen Autorin Patricia Highsmith. Es ist ihr erster veröffentlichter Roman und  erschien erstmals 1950. Bekannt wurde das Stück durch die Verfilmung durch Alfred Hitchcock. Der Roman erschien 1967 in Deutschland im Rowohlt-Verlag zunächst unter dem Titel Alibi für zwei; 1974 erschien er als Zwei Fremde im Zug im Diogenes-Verlag.

## Handlung
Während einer Fahrt mit der Eisenbahn lernt der US-Amerikaner Guy Haines, ein Architekt, einen Mann namens Charles Anthony Bruno kennen. Guy ist noch mit Miriam verheiratet, will sich von dieser jedoch scheiden lassen und seine Geliebte Anne Faulkner ehelichen. Miriam stellt sich jedoch quer, was die Scheidung betrifft, und bereitet Guy erhebliche Probleme. Charles Anthony Bruno ist ein charmanter, exzentrischer Dandy, der Guy sehr aufdringlich in ein Gespräch verwickelt. 
Zu Guys Entsetzen schlägt ihm Bruno einen Handel vor: Beide könnten das „perfekte Verbrechen“ begehen. Bruno sei bereit, Guys Frau Miriam zu töten, wenn dieser im Gegenzug Brunos verhassten Vater umbringen würde. Da die Opfer den Mördern jeweils völlig fremd seien und niemand von der Bekanntschaft der beiden Männer wisse, würde die Polizei niemals gegen den jeweiligen Täter Verdacht schöpfen. Guy lehnt diesen Plan aus moralischen Gründen ab. Beide trennen sich. Als Guy in Mexiko weilt, ermordet Bruno dessen Frau Miriam. Guy kehrt zurück und Bruno sucht ihn auf. Bruno beschreibt dem entsetzten Guy detailliert den Mord. Er fordert nun von Guy die entsprechende Gegenleistung: den Mord an seinem, Brunos, Vater. Guy lehnt ab. Allerdings geht er auch nicht zur Polizei, um Bruno anzuzeigen. Guy hat kein Alibi und hat als einziger ein Tatmotiv. Außerdem ist ihm bewusst, dass Bruno wahrheitswidrig behaupten könnte, die beiden hätten den Handel geschlossen. 
Bruno wird immer fordernder und beginnt damit, anonyme Briefe an Guys Bekanntenkreis zu schreiben. Guy ist vollkommen verzweifelt und beschließt, Brunos Vater zu ermorden, damit Bruno aus seinem Leben verschwindet. Bruno liefert ihm eine detaillierte Beschreibung des Hauses der Anthonys und Guy führt den Mord durch.
Bruno verlässt Guy jedoch nicht. Er ist von der Wahnvorstellung beseelt, die beiden seien Freunde. So taucht er z. B. uneingeladen auf der Hochzeit Guys mit Anne Faulkner auf. Der Detektiv Arthur Gerard ist ein ehemaliger Freund von Brunos Vater, der damit beginnt, selbstständig zu ermitteln. Ihm fällt sofort auf, dass der Mörder detaillierte Kenntnisse vom Haus hatte, und er verdächtigt Bruno, den Mörder beauftragt und instruiert zu haben. Gerard entdeckt eine Rechnung für einen Blumenstrauß für die Hochzeit Guys mit Anne Faulkner. Als er Bruno fragt, woher er Guy kenne, beginnt dieser sich in Widersprüche zu verwickeln. Gerard erfährt aus der Presse, dass Guys Frau ermordet worden ist, was ihn stutzig macht. Nach einem Wortwechsel mit Guy und nachdem er mit Zeugen gesprochen hat, erschließt sich ihm der teuflische Plan.
Als Bruno bei einem Bootsunfall ins Wasser fällt, fühlt Guy sich derartig für Bruno verantwortlich, dass er sein Leben riskiert, um ihn zu retten. Bruno stirbt dennoch. Guy wird von Schuldgefühlen geplagt. Als der Detektiv ihn mit seinen Ermittlungen konfrontiert, gesteht er die Tat.

## Personen
- Guy Haines, Architekt
- Charles Anthony Bruno, Dandy
- Anne Faulkner-Haines, geb. Faulkner, Geliebte, Verlobte und spätere Gattin Haines
- Miriam Joyce Haines, Noch-Ehefrau Haines
- Mrs. Anthony, Mutter Brunos
- Mr. Anthony, Vater Brunos
- Detektiv Arthur Gerard, ein Freund von Brunos Vater

## Adaptionen
Der Stoff wurde 1951 von Alfred Hitchcock unter dem Titel Der Fremde im Zug verfilmt. Der Filmkritiker Roger Ebert zählt die Verfilmung zu Hitchcocks stärksten Werken. Das Drehbuch unterscheidet sich in wichtigen Punkten vom Roman; hauptsächlich dadurch, dass Guy Haines Brunos Vater nicht ermordet.
Das Bühnenstück von Craig Warner war vom 19. November 2013 bis zum 22. Februar 2014 im Gielgud Theatre in Londons West End zu sehen. In Deutschland wurde das Stück, ebenfalls in englischer Sprache, vom 12. September bis zum 1. November 2014 im The English Theatre Frankfurt aufgeführt.